# 吉田町 (愛知県)
吉田町（よしだちょう）は、かつて愛知県幡豆郡にあった町である。
現在の西尾市吉良町南部であり、三河湾に面する。

## 沿革
- 江戸時代末期、この地域は西尾藩領、沼津藩領、大多喜藩領、天領、旗本領、寺社領などであった。江戸時代初期には高家旗本吉良氏の領土の地域も存在したが、1703年（元禄16年）に吉良義周（吉良義央の養子）の代に改易されている。
- 1889年（明治22年）10月1日 - 吉田村と大島村が合併し、吉田村となる。
- 1906年（明治39年）5月1日 - 吉田村、保定村、宮崎村が合併し、吉田村となる。
- 1924年（大正13年）1月1日 - 町制施行し、吉田町となる。
- 1955年（昭和30年）3月10日 - 横須賀村と合併し吉良町が発足。同日吉田町廃止。

## 学校
- 吉田町立吉田小学校（現・西尾市立吉田小学校）
- 吉田町立乙川小学校（1958年に宮崎小学校と統合。現・西尾市立白浜小学校）
- 吉田町立宮崎小学校（1958年に乙川小学校と統合。現・西尾市立白浜小学校）
- 吉田町立吉田中学校（1966年に横須賀中学校と統合。現・西尾市立吉良中学校）
- 愛知県立西尾実業高等学校吉田分校（現・愛知県立吉良高等学校）

## 交通機関
鉄道
- 名古屋鉄道三河線[2]・西尾線・蒲郡線
  - 三河吉田駅

## 神社仏閣・史跡
- 幡頭神社
- 吉田神社
- 正法寺
- 専長寺
- 正法寺古墳